# Ervenik Zlatarski (Zlatar)
Ervenik Zlatarski is een plaats in de gemeente Zlatar in de Kroatische provincie Krapina-Zagorje. De plaats telt 47 inwoners (2001).